# Dămuc
Dămuc è un comune della Romania di 3 148 abitanti, ubicato nel distretto di Neamț, nella regione storica della Moldavia. 
Il comune è formato dall'unione di tre villaggi: Dămuc, Huisurez, Trei Fântâni.